# Sæbøvik
Sæbøvik är en tätort Kvinnherad kommun i Vestland fylke i västra Norge. Tätorten hade den 1 januari 2012 806 invånare och ligger på ön Halsnøy.

## Historia
Man vet lite om ortens tidigare historia, förutom om att området som idag utgör Sæbøvik centrum låg under vattenytan fram till omkring 1500 f.kr., då vattnet drog sig undan, och torrlagd mark dök upp på det som idag är yttre och inre Halsnøy. Några århundraden senare kom människan till platsen, och började odla marken. Man har från denna tid funnit gamla verktyg och gravar som tyder på att det funnits aktivt gårdsbruk här. Troligtvis har det även bedrivits båtbyggeri här också vid samma tidsperiod. 
Vad som skedde på orten innan år 1500 är tämligen osäkert, förutom att majoriteten av invånarna dog i digerdöden 1349 - 1350. Sedan omkring 1450 har man fört ett jordregister för gårdarna i Sæbøvik, och från detta kan man läsa att orten återhämtade sig rätt snabbt från pestens massdöd. Redan 100 år senare var det här fullt med folk, och man sysslade med diverse hantverk. Under början av 1900-talet nådde den industriella revolutionen Sæbøvik, och med det en etablering av sillfabrik och båtbyggeri. Sillfabriken lades ner under slutet av 1900-talet, medan båtbyggeriet fortfarande är igång, dock i mindre skala än tidigare.  
I Sæbøvik har det funnits lanthandel och bageri sedan 1800-talet, men fynd tyder på att här funnits en marknadsplats i flera århundraden innan det. Idag finns det en handelsplats med livsmedelsbutik, frisör och byggvaruhandel, samt egen motorcykelbutik, klädbutik, bensinstation och andra mindre butiker.